# 特定有害物質使用制限指令
特定有害物質使用制限指令 (とくていゆうがいぶっしつしようせいげんしれい、英: Restriction of Hazardous Substances Directive) とは、電子・電気機器における特定有害物質の使用制限についての欧州連合(EU)指令である。日本語では電気・電子機器に含まれる特定有害物質の使用制限に関する欧州議会及び理事会指令等と訳される。
2003年2月13日にWEEE指令と共に公布され、2006年7月1日に施行された。2011年7月1日には改正指令が公布され、同年7月21日に発効。旧指令は2013年3月1日に失効している。
一般には、Restriction of Hazardous Substances（危険物質に関する制限）の頭文字から、RoHS（ローズ）またはRoHS指令（ローズしれい、RoHS Directive）と呼ばれることが多い。正式名称は以下である。
- 当初の指令 "DIRECTIVE 2002/95/EC OF THE EUROPEAN PARLIAMENT AND OF THE COUNCIL of 27 January 2003 on the restriction of the use of certain hazardous substances in electrical and electronic equipment"[6] (2002/95/EC)。旧RoHS指令、RoHS 1と呼ばれる
- 改正指令 "Directive 2011/65/EU of the European Parliament and of the Council of 8 June 2011 on the restriction of the use of certain hazardous substances in electrical and electronic equipment"[7] (2011/65/EU)。改正RoHS指令、新RoHS指令、RoHS2等と呼ぶ。

## 概要
電気・電子機器（EEE）についての有害化学物質規制であるRoHS指令は廃電気・電子機器についての規制であるWEEE指令と表裏一体の関係にあり、指令の検討段階では、WEEE指令の一部として内容が検討されていたが、最終的には分離された。
RoHS指令は、WEEE指令による廃電気・電子機器のリサイクルを容易にするため、また、最終的に埋立てや焼却処分されるときに、ヒトや環境に影響を与えないように電気・電子機器について有害物質を非含有とさせることを目的として制定されている。RoHS指令で指定されている規制物質は、WEEE指令において事前取り出しの対象になっている。
RoHS指令は、WEEE指令と同時に2003年2月13日にEU*の官報に告示され、その後2011年7月に大幅改正され、2013年1月3日から全面施行されRoHS（II）指令と通称されている。2015年6月にフタル酸エステルなど4種類の規制物質が追加され制限物質は10物質となっている。
規制対象となる化学物質は、最大許容濃度で規定され、カドミウム0.01wt％（重量比）そのほかは0.1wt％である。最大許容濃度を指定したのは、不純物としての含有があることを認めたためである。最大許容濃度の分母は均質物質と言われるもので、「全体的に一様な組成」で「機械的に分離できる最小単位」とされている。具体的には、製品に使用される部品を土台にし、その部品を構成する部位での含有が規制対象となる。
例として製品内部で使用されるリード線をとると、リード線は、中の導通部（電線）と被覆部（シース）と印刷部（シース部に表示されている電線の定格等の表示）の3個の部分（部位）に分解が可能である。この分解可能な部位（導通部、被覆部、印刷部）の各質量を分母にし、そこに含有されている物質の濃度を規制している。このリード線の場合、部位が合計3箇所あるので部位3箇所すべてで規制物質の含有率が規制値未満でないとならない。
含有情報に関しては、製品-部品-部位-含有化学物質という樹形状の情報提供が必要になった。この情報形態は、のちのREACH規制でも使用されるようになった。
適用除外項目を設けて、現在の科学技術では、特定有害物質を使用する以外に代替手段がない場合は、申請により期間を区切って適用除外用途としている。またRoHS指令施行以前に上市した製品の補修部品及び消耗品に関しても適用除外として、その上市済み製品が継続使用できるようにして製品廃棄にならないようにしている。
RoHS指令はEC条約第95条の適用を受けるので、各加盟国の国内法で、特定有害化学物質や最大許容濃度など加盟国間による差異を設けることができないが、罰則に関しては各加盟国で設定することができる。RoHSの違反が発覚した場合の対応は、加盟各国によって異なる場合がある。
RoHS指令の施行以前にEU指令で施行されていたEU指令の内容に関しては、そのEU指令の方が有効になっている。電池に関しては、RoHS指令施行以前に電池指令が施行されていたので、RoHS指令は適用されずに電池指令により規制を受ける。
当初の指令に関連して2006年12月13日、新たにEUにて2万種以上の化学物質の安全性の評価を義務付ける新化学品規制（通称REACH）が可決され、2007年6月1日から施行された。REACH規制は、化学物質に対する規制であるので、RoHSで規制物質がREACHでは規制物質になっていないこともある。 
RoHSは、欧州以外の世界中の国々に波及しており、中国版RoHSなど同様の規制（電子情報製品汚染管理弁法）が公布、施行された。

## 内容

### 改正RoHS指令
2013年1月3日から全面施行され、RoHS（II）指令と通称されている。
改訂のポイントは、「規制物質の追加」と「適用範囲の変更」と「CEマーキングの追加」である。
＊規制物質（10物質）
　　1. 鉛
　　2. 水銀
　　3. 六価クロム
　　4. カドミウム
　　5. ポリ臭化ビフェニル（PBB）
　　6. ポリ臭化ジフェニルエーテル（PBDE）
　　7. フタル酸ジ-2-エチルへキシル（DEHP）
　　8. フタル酸ブチルベンジル（BBP）
　　9. フタル酸ジ-n-ブチル（DBP）
　　10. フタル酸ジイソブチル（DIBP）
規制濃度（閾値）についてはカドミウムのみ0.01wt%（100ppm）、それ以外の全ての規制物質については0.1wt％（1000pm）とされている。
＊対象製品
以下11分類のすべての電気・電子機器（交流1,000ボルト以下、直流1,500ボルト以下）が対象（指令付属書I）。
ただし以下に示したように、一部製品については2019年7月までに段階的に規制の対象に加えられている。
　　a.大型家庭用電気製品（冷蔵庫・洗濯機・エアコンなど）
　　b.小型家庭用電気製品（掃除機・時計・電動歯ブラシなど）
　　c.情報技術・電気通信機器（パソコン・複写機・携帯電話など）
　　d.民生用機器（テレビ・ビデオカメラ・ハイファイオーディオ・アンプ・楽器など）
　　e.照明機器（ランプ類・照明制御装置）
　　f.電気・電子工具（電気ドリル・ミシン・はんだ用具など）
　　g.玩具・レジャー用品・スポーツ用品（ビデオゲーム・電気電子部品を含むスポーツ器具・スロットマシーンなど）
　　h.医療機器（インビトロ（体外）診断用医療機器は2016年7月22日から対象）
　　i.産業用を含む監視および制御機器（産業用の監視および制御機器は2017年7月22日から対象）
　　j.自動販売機（飲料自動販売機・食品自動販売機・現金自動引出機など）
　　k.上記カテゴリに入らないその他の電気電子機器 （2019年7月22日から対象。軍事用機器、宇宙用機器、産業用大型固定工具、大型固定据付機器、輸送機器、ソーラーパネルなどは除外）
その他、250ボルト未満で電源、電気・電子機器を接続するケーブルおよび代替部品も禁止物質を使用しないことが義務付けられている。
＊CEマーキング
対象となる製品の製造者は改正RoHS指令への適合性評価を実施して適合宣言をし、製品を上市するまえにCEマークを貼付することが必要となった。
適合の根拠を明示する技術文書（整合規格はEN50581）を作成し、適合宣言書とともに10年間保管することが求められる。（カテゴリ11「その他の電気・電子機器」については2019年7月22日より適用開始、それ以外の全てのカテゴリの製品については既に適用済み）

## 代替材
禁止された各物質の代替については指令の中で言及されていないため、製品メーカーや素材メーカーに任された形になっている。提案されている代替材として、以下にいくつかの例を示す。

### 金属材料
快削黄銅・鍛造用黄銅のカドミウム低減材
快削黄銅 C3604等、鍛造用黄銅 C3771等の代替材。リサイクル材（黄銅ダライ粉、再生亜鉛）の使用量を制限して製造する。
鉛フリー快削アルミニウム合金
快削アルミニウム合金 A2011等の代替材。
低鉛快削りん青銅 C5341
快削りん青銅 C5441等の代替材。
鉛フリーはんだ
鉛はんだの代替材。銀、銅、亜鉛、ビスマス、インジウムなどを鉛の代用として含む。

## 賛否
RoHS指令は環境汚染物質の拡散に対する有効な対応策であるとの評価がある一方で、有効性への疑問や施行に対する問題点が挙げられているのも事実である。
- 鉛フリーはんだはビスマスやインジウムなどの合金が用いられているものがあるが、インジウムについては有害性の評価は十分でなく、鉛より有害との報告もある[9][10]。
- 中西準子は、小児血液中の鉛含有量のデータを元に、「鉛のリスクは小さい・RoHS規制は愚かである」と主張している。鉛のような多量元素を規制することがレアメタル過剰依存になると指摘している[11]。
- 米マキシム・インテグレーテッド社は鉛が水に溶けにくく沸点が高いこと、またはんだ付けをする労働者の鉛の血中濃度が低いこと、電子部品の鉛によって健康上のリスクや環境への害がもたらされるという証拠がないことを根拠に鉛の有害性に疑問を唱え、むしろ提案されている鉛フリー対策の多くが環境上の問題をもたらしていると批判している。[12]
- 無鉛はんだはウィスカーによりしばしば電子機器の故障を誘発させ、結果として故障した機器によるゴミや経済的・資源的損失が発生する（有鉛はんだはウィスカーを抑制する効果がある）[13]。
- RoHS指令自体が、環境政策に名を借りた非関税障壁とする考えもある。（このような考えはISO 9000/ISO 14000シリーズについても存在する）[誰?]
- RoHS指令が、21世紀に入ってからの、銀塩カメラの急激な衰退の遠因となっているとの指摘がなされている。例えば、Nikonが製作していたFM3Aは、ファインダー部分に鉛入りの素材が使用されており、代替部品ではファインダーの形状を再現できなかったため生産を終了している[14]。
- あくまで電子・電気機器に対する規制で、鉛を多く使用するバラスト、鉛蓄電池、弾丸等は規制されない。ただし、鉛を使用する釉薬やクリスタル・ガラスが風当たりを受けている。